# Leptodactylus melanonotus
Leptodactylus melanonotus és una espècie de granota que viu a Belize, Colòmbia, Costa Rica, l'Equador, El Salvador, Guatemala, Hondures, Mèxic, Nicaragua i Panamà.